# Burim (Vorname)
Burim ist ein albanischer männlicher Vorname und ist das albanische Wort für Quelle oder Ursprung.
Bekannte Namensträger:
- Burim Osmani (* 1964), kosovo-albanischer Investmentunternehmer
- Burim Kukeli (* 1984), kosovarischer Fußballspieler